# Bro Park
Bro Park är en galoppbana belägen i Upplands-Bro kommun som invigdes i juni 2016, i samband med att Täby Galopp lade ned sin verksamhet. Galoppbanan är ritad av Appell Arkitektkontor

## Bakgrund
År 2011 tecknade Svensk Galopp avtal om att sälja marken där Täby Galopp finns till JM Bygg och Skanska, som avser att bygga bostäder på marken. Totalt sett inventerades cirka 65 platser som alternativ till Täby Galopp. Många av platserna saknade planmässiga förutsättningar, hade splittrat markägande eller bristande närliggande infrastruktur. I urvalet var Bro-Önsta det mest intressanta alternativet. Förhandlingar med markägarna inleddes under hösten 2011 och vid årsskiftet 2011/2012 förvärvades marken.

## Arkitektur
De nya byggnaderna är gestaltade likt paviljonger i en skala som ansluter till befintlig omgivande bebyggelse. Takskivorna och terrassernas starka horisontalitet spelar med det utsträckta landskapets vyer och galopptävlingarnas fart och kraft. Byggnadernas signatur, takfotens bågform, kommer av den konstruktivt maximala höjden vid balkarna i stomlinjerna och den minimala höjden däremellan. Där innertakets träribbor välver ner mot balkarnas lågpunkter bildas ett släpp mot bjälklagsplattorna som rymmer tekniska installationer. Byggnaden nominerades till Kasper Salin-priset 2016.

## Tidsplan
Arbetet med att bygga den nya galoppbanan påbörjades under våren 2014. Gräsbanan provreds av fyra jockeys i augusti 2015. De första hästarna flyttade från Täby Galopp till Bro Park under hösten 2015. Sammanlagt 160 boxar kommer att finnas när anläggningen står klar. Läktarbyggnaden färdigställdes vid årsskiftet 2015/2016. Under våren 2016 höll Svensk Galopp flera visningar av den nya galoppbanan.

### Premiär och invigning
Premiärdagen gick av stapeln den 1 juni 2016. Historiens första officiella lopp på Bro Park var Upplandlöpning. Hästen Proud Possibility med jockeyn Elione Chaves (tränad av Niels Petersen) skrev in sig i historieböckerna genom att vinna loppet. Själva invigningen skedde den 19 juni 2016, med c:a 10 000 besökare i publiken.

### Rån
Den 11 september 2016 utsattes Bro Park för ett rån i samband med Stockholm Cup International.

## Bildgalleri

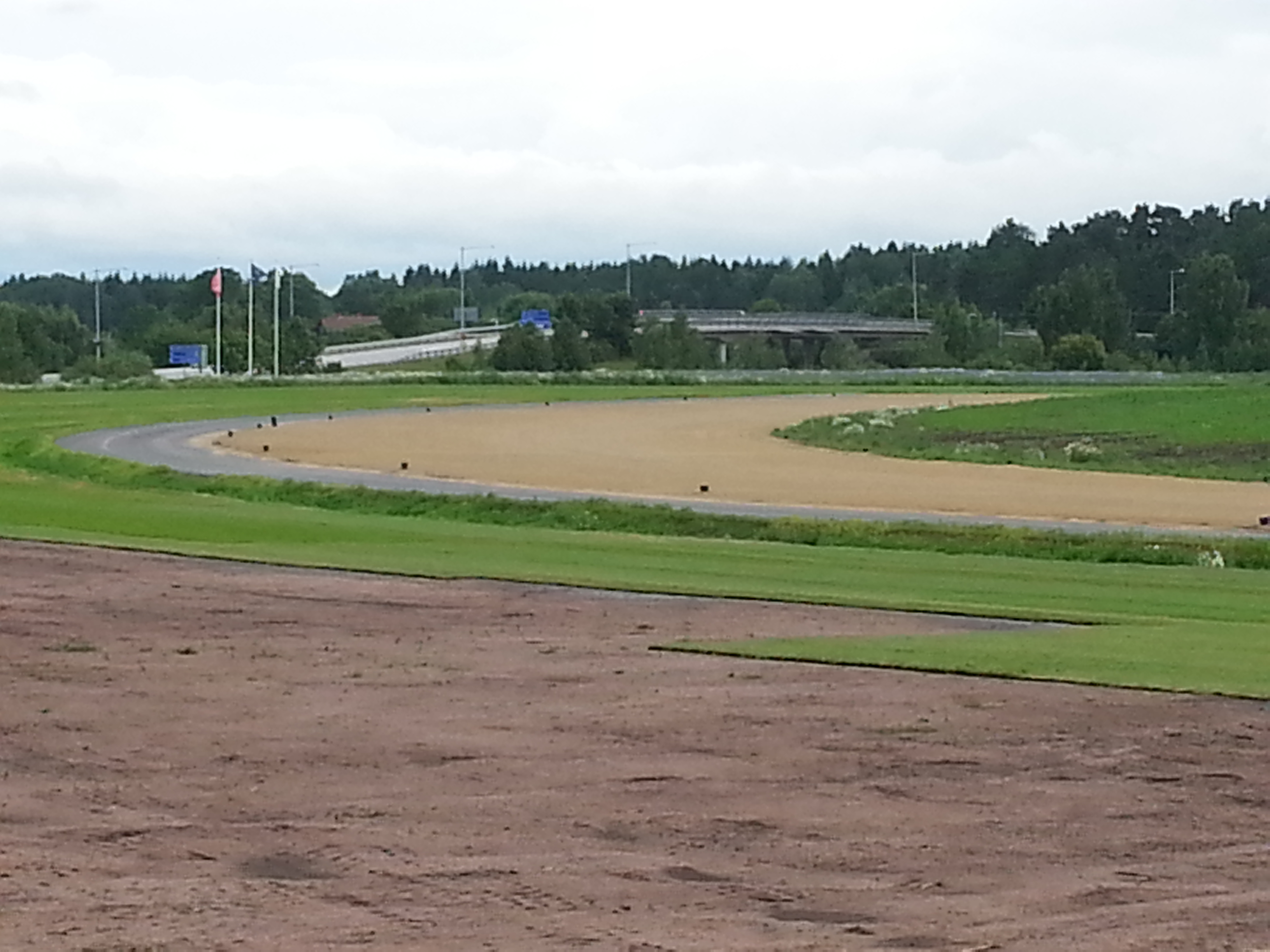
Östra kurvan på Bro park juli 2015, där yttre banan håller på att gräsbeläggas.
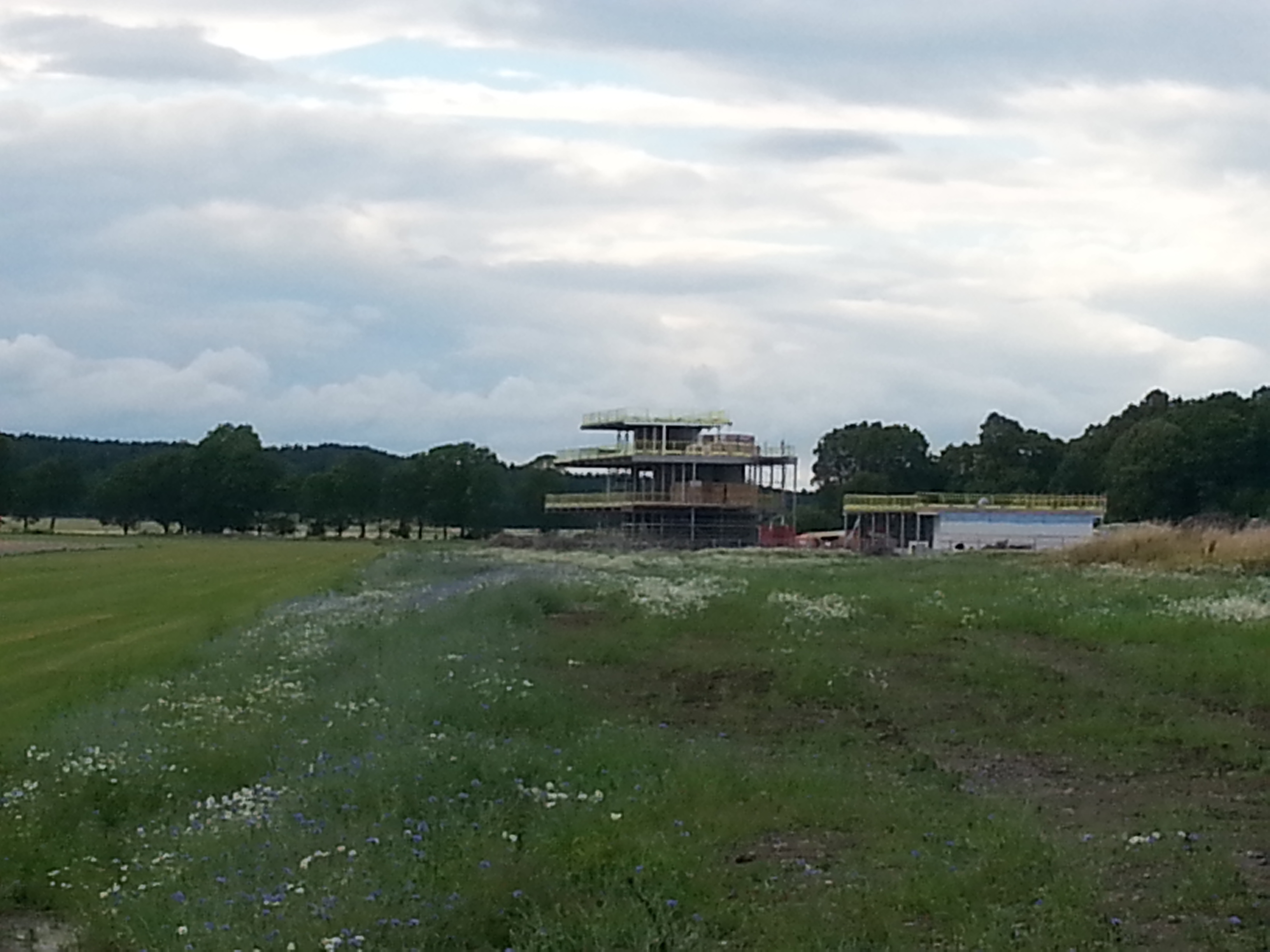
Läktaren på Bro park under byggnation, i juli 2015.
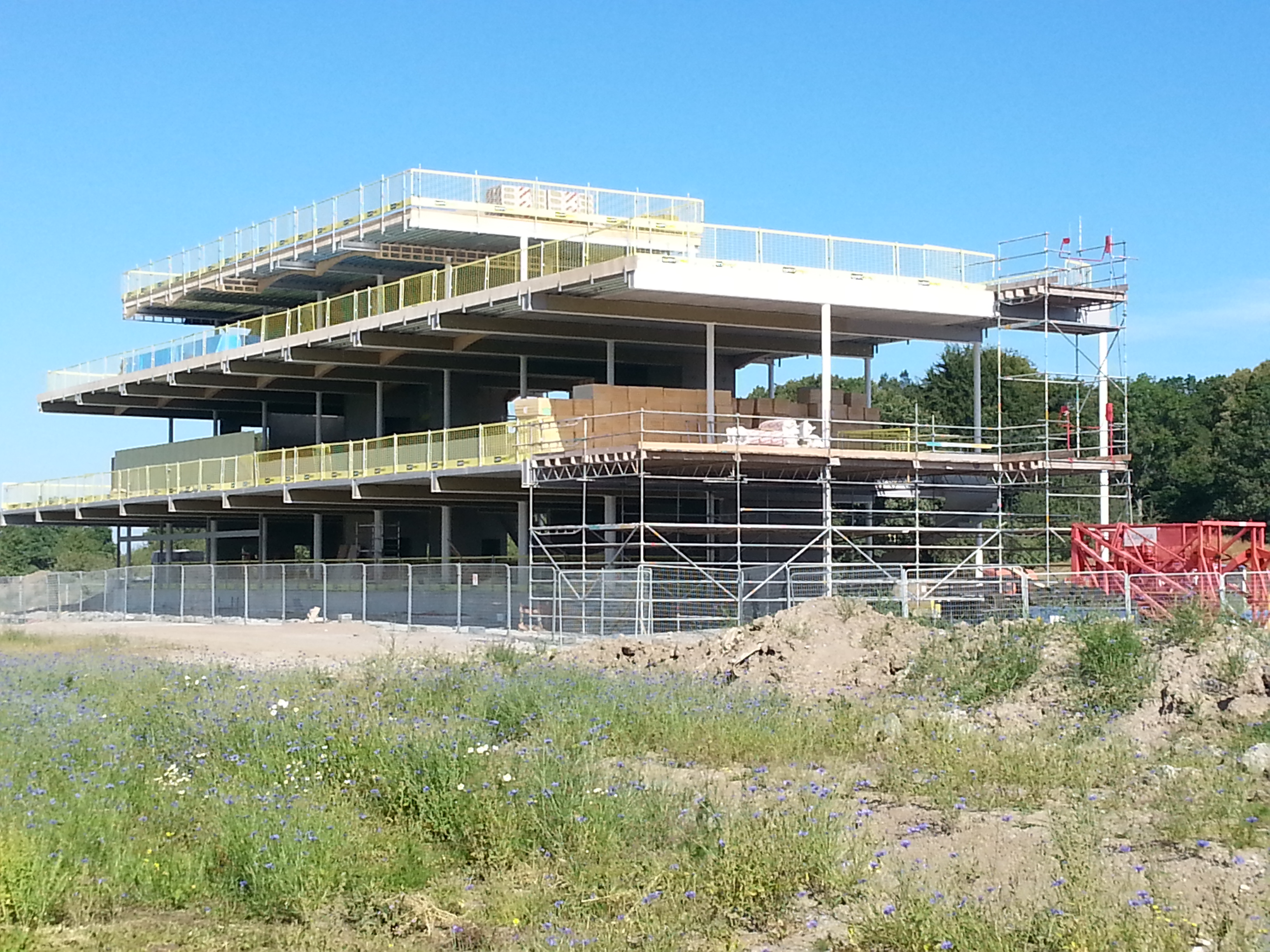
Läktaren på Bro Park under byggnation, i augusti 2015.
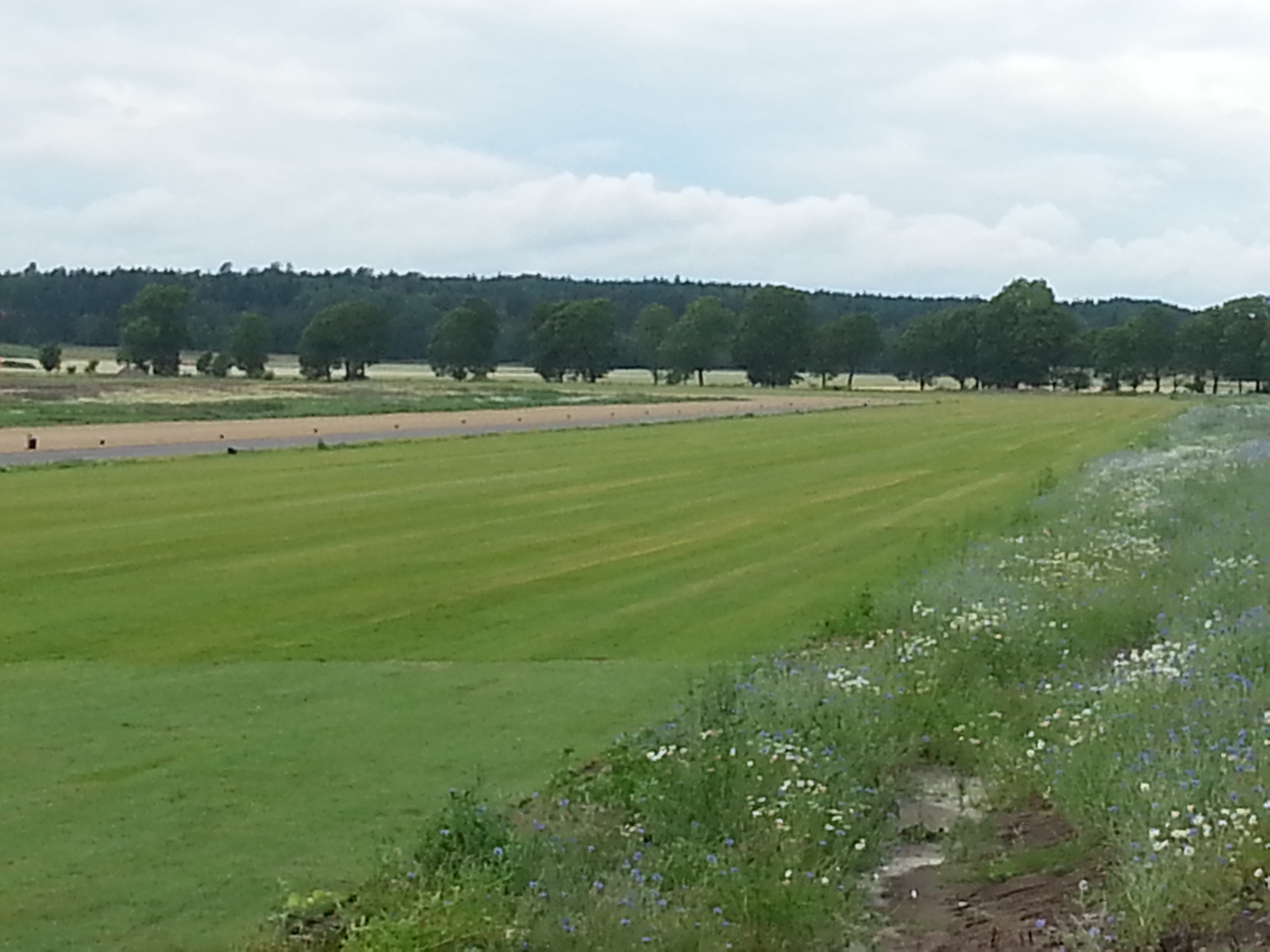
Upploppsrakan på Bro Park, i juli 2015, medan banan var under konstruktion.